# Mnioloma nephrostipum
Mnioloma nephrostipum là một loài rêu tản trong họ Calypogeiaceae. Loài này được (Spruce) R.M. Schust. miêu tả khoa học lần đầu tiên năm 1995.